# نیروگاه حرارتی و گازی تبریز
نیروگاه حرارتی و گازی تبریز (در کیلومتر ۱۶ جاده تبریز ـ آذرشهر روبرو با شهرک اسفهلان (تبریز)، بخش خسروشاه)، یکی از نیروگاه‌های ایران با ظرفیت تولید اسمی ۸۰۰ مگاوات است ودر کنار روستای ینگی کند است.
نیروگاه حرارتی تبریز دارای ۲ واحد بخار هر کدام به ظرفیت ۳۶۸ مگاوات (با قدرت تولید عملی ۳۵۰ مگاوات) ساخت شرکت آلستوم فرانسه است. همچنین، نیروگاه گازی دارای ۲ واحد گازی هر کدام به ظرفیت ۳۲ مگاوات ساخت فیات ایتالیا است که در محوطه نیروگاه حرارتی تبریز واقع شده‌است.
واحدهای گازی از سال ۱۳۵۷ در مدار قرار گرفتند و از سال ۱۳۷۱ گازسوز شدند و در حال حاضر با دو نوع سوخت گازوئیل و گاز طبیعی کار می‌کنند. واحد یک بخار در سال ۱۳۶۵ و واحد دوم بخار در سال ۱۳۶۸ راه‌اندازی شد.
نیروگاه حرارتی و گازی تبریز زیر پوشش شرکت مدیریت تولید برق آذربایجان شرقی است.
این نیروگاه نقشِ دیسپاچینگ انرژی الکتریکی را در منطقهٔ شمال‌غرب نیز به عهده دارد.

## مشخصات فنی نیروگاه حرارتی تبریز
سوخت مصرفی اصلی نیروگاه حرارتی، گاز طبیعی می‌باشد و مصرف گاز واحدها در بار کامل ۱۸۵٬۰۰۰ متر مکعب در ساعت است. سوخت دوم نیروگاه مازوت بوده که توسط خط لوله‌ای از پالایشگاه تبریز تأمین می‌شود مصرف سوخت مازوت نیز برای دو واحد در حداکثر بار ۳۲۰۰ تن در شبانه روز می‌باشد.
- بویلر: بویلر نیروگاه ساخت شرکت Stein فرانسه و از نوع درام دار با گردش اجباری و کوره تحت فشار و دارای سه مرحله سوپر هیتر و دو مرحله ری هیتر می‌باشد. در هر بویلر ۲۰ عدد مشعل، در ۵ طبقه در چهار گوشه بویلر قرار دارند که در حالت مازوت سوز، ۱۶ مشعل فوقانی مورد استفاده قرار می‌گیرند.
- برج خنک‌کن: برج خنک کن نیروگاه بخار تبریز از نوع برج تر می‌باشد. مصرف ساعتی آب نیروگاه به‌طور متوسط ۱۸۰۰ متر مکعب بوده که ۹۰۰ متر مکعب آن از طریق خط لوله آب زرینه رود و ۹۰۰ متر مکعب دیگر از طریق ۱۴ حلقه چاه عمیق تأمین می‌شود.
- توربین بخار: توربین واحدهای بخار نیروگاه تبریز ساخت شرکت هیتاچی ژاپن می‌باشد. توربین دارای یک سیلندر هشت طبقه فشارقوی، یک سیلندر پنج طبقه فشارمتوسط و دو سیلندر فشارضعیف دو مرحله‌ای با جریان متقارن است و تمامی سیلندرها در یک راستا قرار گرفته‌اند.
- ژنراتور: ژنراتور نیروگاه بخار تبریز همچنین ساخت شرکت هیتاچی ژاپن می‌باشد، ظرفیت ژنراتور ۴۴۵.۲ مگاولت آمپر بوده و دارای سیستم تحریک شامل تحریک میانی و تحریک اصلی است و مجهز به سیستم تنظیم خودکار ولتاژ (AVR) می‌باشد. ولتاژ خروجی ژنراتور ۲۰ کیلوولت است.

## آلودگی هوا
در حال حاضر، نیروگاه حرارتی تبریز، به تنهایی مسئول بخش عمده‌ای از آلودگی هوای شهرهای تبریز، خسروشاه، اسکو، ایلخچی، آذرشهر و روستاهای اطراف شناخته می‌شود. در این نیروگاه در ایام زمستان و در شرایط اضطراری ، به جای گاز طبیعی، از مازوت که توسط خط لوله‌ای از پالایشگاه تبریز تأمین می‌شود، به عنوان سوخت استفاده می‌شود.در سال 95 فقط 14 روز از سوخت مازوت در فصل زمستان در این نیروگاه استفاده شده‌است. سوخت مازوت به علت انتشار دی‌اکسید گوگرد فراوان، دارای میزان آلایندگی بالایی است. منواکسید کربن، گازهای آلی، اکسیدهای نیتروژن، اکسیدهای سولفور و ذرات دیگر از جمله مواد آلاینده‌ای هستند که توسط نیروگاه حرارتی تبریز وارد اتمسفر شده و هوا را آلوده می‌کنند. با توجه به این که جهت وزش بیشتر بادهای تبریز از غرب به شرق است، مواد آلایندهٔ این نیروگاه توسط باد به سمت شهر تبریز حرکت می‌کنند.  فعالیت نیروگاه حرارتی تبریز در بیست و پنجم مهر ماه ۹۴ به دلیل آلایندگی زیست محیطی متوقف شد اما در ۳۰ مهرماه ۹۴ با وصل شدن گاز طبیعی مورد نیاز٬ نیروگاه حرارتی تبریز به مدار تولید بازگشت.